# 平方数

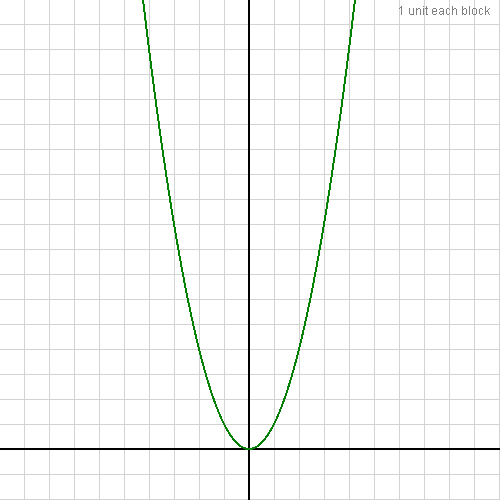
的函數圖形。

数学上，平方数，或称完全平方数，是指可以写成某个整数的平方的数，即其平方根为整数的数。例如，9 = 3 × 3，它是一个平方数。
平方数也称正方形数，若 n 为平方数，将 n 个点排成矩形，可以排成一个正方形。
若将平方数概念扩展到有理数，则两个平方数的比仍然是平方数，例如， (2 × 2) / (3 × 3) = 4/9 = 2/3 × 2/3。
若一个整数没有除了 1 之外的平方数为其因數，则称其为无平方数因数的数。
前n個平方數
（OEIS數列A000290）：
02 = 0
12 = 1
22 = 4
32 = 9
42 = 16
52 = 25
62 = 36
72 = 49
82 = 64
92 = 81
102 = 100
112 = 121
122 = 144
132 = 169
142 = 196
152 = 225
162 = 256
172 = 289
182 = 324
192 = 361
202 = 400
212 = 441
222 = 484
232 = 529
242 = 576
252 = 625
262 = 676
272 = 729
282 = 784
292 = 841
302 = 900
312 = 961
322 = 1024
332 = 1089
342 = 1156
352 = 1225
362 = 1296
372 = 1369
382 = 1444
392 = 1521
402 = 1600
412 = 1681
422 = 1764
432 = 1849
442 = 1936
452 = 2025
462 = 2116
472 = 2209
482 = 2304
492 = 2401
502 = 2500

## 表达式
一个整数是完全平方数当且仅当相同数目的点能够在平面上排成一个正方形的点阵，使得每行每列的点都一样多。
| 12 = 1  |
| 2 = 4   |
| 32 = 9  |
| 42 = 16 |
| 52 = 25 |

通项公式
对于一个整数 n，它的平方写成 n2。n2等于头 n 个正奇数的和（{\displaystyle n^{2}=\sum _{k=1}^{n}(2k-1)}）。在上图中，从1开始，第 n 个平方数表示为前一个平方数加上第 n 个正奇数，如 52 = 25 = 1 + 3 + 5 + 7 + 9 = 16 + 9。即第五个平方数25等于第四个平方数16加上第五个正奇数：9。
递归公式
每个平方数可以从之前的两个平方数计算得到，递推公式为 {\displaystyle n^{2}=2(n-1)^{2}-(n-2)^{2}+2}。例如，2×52 − 42 + 2 = 2×25 − 16 + 2 = 50 − 16 + 2 = 36 = 62。
连续整数的和
平方数还可以表示成 n2 = 1 + 1 + 2 + 2 + ... + n − 1 + n − 1 + n。例如，42 = 16 = 1 + 1 + 2 + 2 + 3 + 3 + 4。可以将其解释为在边长为 3 的矩形上添加宽度为 1 的一行和一列，即得到边长为 4 的矩形。这对于计算较大的数的平方数非常有用。例如， 522 = 502 + 50 + 51 + 51 + 52 = 2500 + 204 = 2704.

## 性质
- 一个平方数是两个相邻三角形數之和。两个相邻平方数之和为一个中心正方形數。所有的奇数平方数同时也是中心八边形数。
[查证请求][來源請求][原創研究？]

- 四平方和定理說明所有正整数均可表示为最多四个平方数的和。特别的，三个平方数之和不能表示形如 4k(8m + 7) 的数。若且唯若一个正整数可以表示因數中没有形如 4k + 3 的素数的奇次方，则它可以表示成两个平方数之和。
[查证请求][來源請求][原創研究？]

- 在十进制中，平方数只能以 1，4，6，9 或 00 25 结尾。

1. 若一个数以 0 结尾，它的平方数以 0 结尾（除 0 外，其他數字的個位和十位數字都是 0 ），且00前面的數也是平方数（例如：0x0=0、10x10=100）
2. 若一个数以 1 或 9 结尾，它的平方数以 1 结尾，且前面的兩位數字构成的兩位数能被 4 整除（例如：1x1=1、11x11=121；9x9=81、19x19=361）
3. 若一个数以 2 或 8 结尾，它的平方数以 4 结尾，且前面的一位數字為偶数（例如：2x2=4、12x12=144；8x8=64、18x18=324）
4. 若一个数以 3 或 7 结尾，它的平方数以 9 结尾，且前面的兩位數字构成的兩位数能被 4 整除（例如：3x3=9、13x13=169；7x7=49、17x17=289）
5. 若一个数以 4 或 6 结尾，它的平方数以 6 结尾，且前面的一位數字為奇数（例如：4x4=16、14x14=196；6x6=36、16x16=256）
6. 若一个数以 5 结尾，它的平方数以 25 结尾，且前面的一位或两位数字必定为 0，2，06，56 之一，25前面的數是普洛尼克數（例如：5x5=25、15x15=225）

至於為什麼祇能以00、25结尾，可以將該數字除以100。可以發現，n.5若寫成分數形式，則為(2n+1)/2。設2n+1=p，則p與n互質。根據完全平方公式可得，( 2n/2 + 1/2 )^2=n^2 + 1 + 0.25。由於前面均為整數，所以最終結果小數部分必為.25。乘以100后，則最後兩位必為25。
- 在十二进制中，平方數的末位數必定是平方數（0, 1, 4或9）：
[查证请求][來源請求][原創研究？]

1. 若一個數同時是2和3的倍數（也就是為6的倍數），它的平方数以 0 结尾，且前面的一位數字為0或3。
2. 若一個數既不是2的倍數也不是3的倍數（也就是與12互質），它的平方数以 1 结尾，且前面的一位數字為偶数。
3. 若一個數是2的倍數但不是3的倍數，它的平方数以 4 结尾，且前面的一位數字除以4的餘數為0或1（也就是說，前一位數為0,1,4,5,8,9）。
4. 若一個數不是2的倍數而是3的倍數，它的平方数以 9 结尾，且前面的一位數字為0或6。

- 每4个连续的自然数相乘加 1，必定会等於一个平方数，即{\displaystyle n(n+1)(n+2)(n+3)+1=(n^{2}+3n+1)^{2}=[n+(n+1)^{2}]^{2}}。[1][2][註 1]

- 平方数必定不是完全数。[註 2]
- 平方數必定是3的倍數或者3的倍數+1。
- 平方數必定是4的倍數或者4的倍數+1。
（以上兩者均包括 0 （ 0 倍））

- 0以外的平方數每一位數數字相加之和，不停重複地相加到剩一位數時必定是 1, 4, 9, 7 。[註 3]

- 是否在相继正方形数之间存在一个素数这一命题，对9000000以内的数目是正确的。[3]
- 除了00以外，平方數末2位數若相同，必為44：如122=144，382=1444，622=3844。
- 除了000以外，平方數末3位數若相同，必為444：如382=1444，4622=213444。[4]
- 除了0000以外，平方數末4位數不可能相同。
- 除了0以外，平方數不可能是普洛尼克數。[註 4]。
- 除了0以外，平方數也不可能是連續若干個（至少兩個）數的積。
- 除了0，1，144以外，平方數不可能是費波那契數。[5]

- 除了1跟4以外，平方數也不可能[來源請求]是盧卡斯數。
[查证请求][來源請求][原創研究？]
- 除了0，1，169以外，平方數不可能[來源請求]是佩爾數。
[查证请求][來源請求][原創研究？]
- 除了0，1，4，19600以外，平方數不可能是四面體數[6][7]。
- 除了1跟4900以外，平方數不可能是四角錐數。
[查证请求][來源請求][原創研究？]
- 平方數不可能是楔形數。
[查证请求][來源請求][原創研究？]
- 平方數是模任何整數的二次剩餘；另外，如果某個整數是模任何整數的二次剩餘，那麼她一定是平方數。
[查证请求][來源請求][原創研究？]
- 平方數的正因數總和(含自己)一定是奇數。
[查证请求][來源請求][原創研究？]
- 平方數的正因數個數是奇數。[8]
- 當{\displaystyle m\leq 300000}時，不定方程{\displaystyle 1^{2}+2^{2}+3^{2}+......+m^{2}=\sum _{k=1}^{m}k^{2}={\color {Red}{\frac {m(m+1)(2m+1)}{6}}=n^{2}}}的正整數解(m , n)只有(1 , 1)與(24 , 70)。

## 參看
- 平方
- 立方數：平方數在立體的推廣
- 四次方數：平方數在四維空間的推廣
- 五次方數：平方數在五維空間的推廣
- 三角形数
- 三角平方數：同時為三角形數和平方數的數
- 多邊形數